# Александровский кадетский корпус для малолетних сирот
Александровский кадетский корпус для малолетних сирот — учебно-воспитательное приготовительное заведение для мальчиков в Царском Селе, учреждённое в 1829 году.

## История

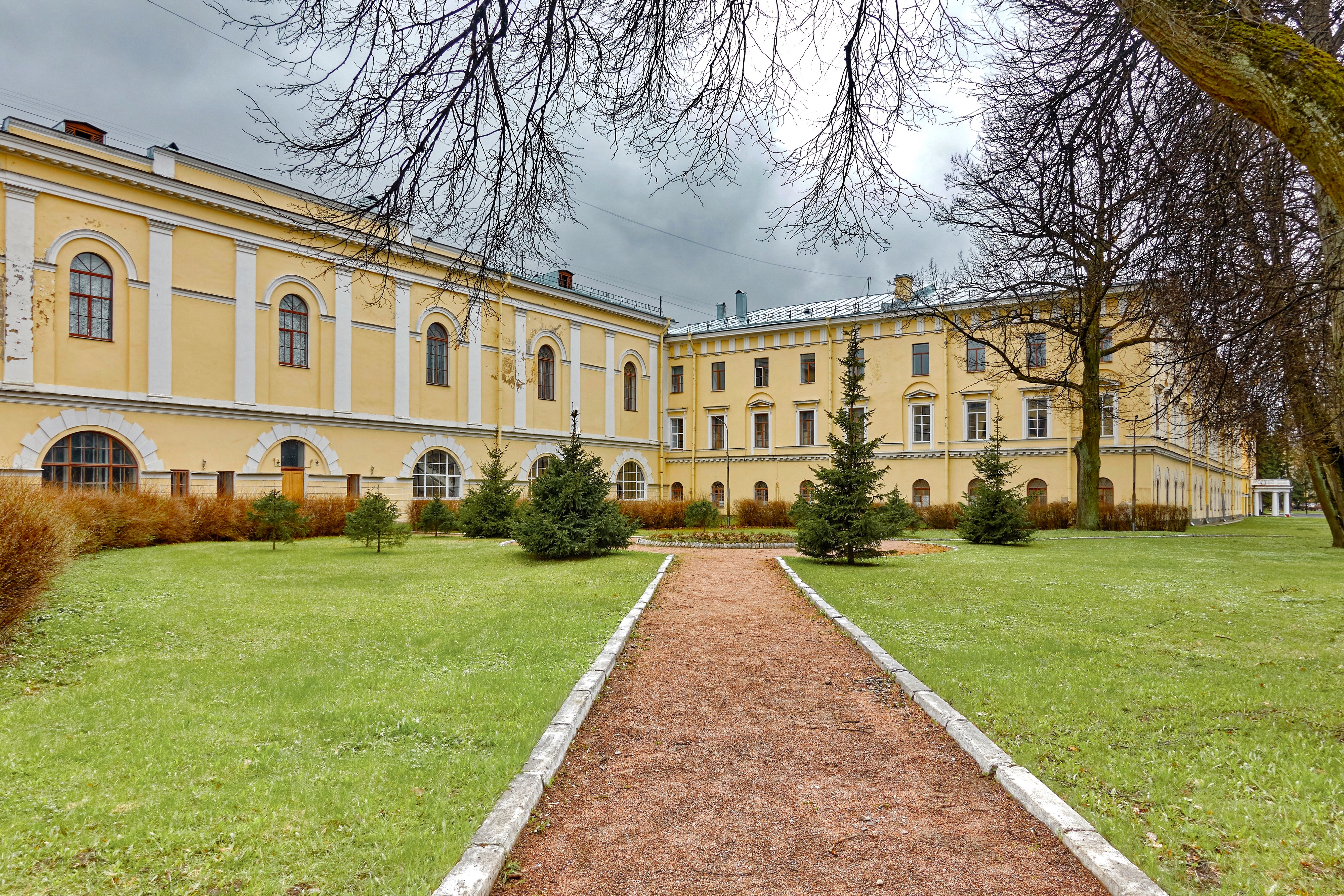
Здание Александровского кадетского корпуса

После упразднения Благородного пансиона при Царскосельском лицее его здания занял Александровский кадетский корпус, который был создан для подготовки малолетних сирот и сыновей заслуженных воинов дворянского происхождения к поступления в столичные корпуса, как сухопутные, так и морские. Корпус был открыт 30 июня 1830 года. В него были переведены все кадеты Первого, Второго, Павловского, а также Морского кадетских корпусов в возрасте от 6 до 11 лет (затем в корпус принимались мальчики 6—8 лет). Воспитанники корпуса были разбиты на четыре роты, одна из которых называлась морской. Вступительных экзаменов не было. Каждая рота состояла из трёх отделений под руководством особых надзирательниц, в помощь которым назначались дядьки из отставных унтер-офицеров. В 13-е отделение корпуса, называвшееся запасным, поступали, по особым Высочайшим повелениям, дети, не достигшие ещё семилетнего возраста. 
Первоначально учебный курс составлял пять лет, с 1836 года — три года. В Кадетском корпусе преподавались: Закон Божий, русский язык, арифметику, историю России, каллиграфию, рисование, гимнастику, пение, танцы, строевые дисциплины; дополнительно, в сухопутных ротах — немецкий язык, в морских ротах — английский язык. На содержание корпуса в год отпускалось 260 тысяч рублей ассигнациями.
Для воспитания 400 кадет, корпус по штату 1832 года имел: директора из генералов, его помощника, начальницу и 15 подчиненных ей классных дам, 27 нянек, эконома, трёх медиков, бухгалтера и казначея. Каждое отделение корпуса было под надзором классной дамы, которая была непосредственным и ближайшим воспитателем детей — по замыслу устроителей она должна была заменять им мать и на эту должность принимались только девицы, а также вдовы, которые не могли иметь детей. В корпусе широко практиковалась жестокая система наказаний за самые незначительные проступки, даже за детские шалости. В своих «Воспоминаниях» В. Г. фон Бооль, пробывший в корпусе с 1841 по 1846 год, отмечал, что «классная дисциплина была очень строга» благодаря заботам инспектора классов полковника Меца, что лучше всего детям жилось в запасном, или малолетнем, отделении, которым заведовала классная дама, «добрейшая старушка», М. И. Гюньор; в ротных отделениях «все воспитание ограничивалось надзором за порядком и наложением взысканий за нарушение порядка». Воспитанников часто наказывали, до розог включительно, причём даже существовало позорное и антигигиеническое наказание — «ошейник из грубого солдатского сукна», который надевали на голую шею ребёнка. Телесные наказания имели право применить директор, инспектор классов, начальница и старшая дама в роте. Тем не менее, в своих воспоминаниях А. П. Боголюбов писал:

Александровский малолетний был особенно ни на что не похожий. Я его считаю одним их гуманнейших учреждений Николая. Детей Николай любил, ибо не проходило и двух недель, чтобы кто-нибудь из Высочайших особ не посетил корпуса, и потому одевали нас чисто, кормили хорошо и заботились о состоянии здоровья. Учили также недурно. Естественных наук не было, а выходили люди, да еще какие!

Кадеты Александровского корпуса носили: фуражки из темно-красного сукна с алым околышем, на середине которого над козырьком буквы "А.К.", шинели из серого сукна на байковой подкладке с погонами из алого сукна, брюки серые суконные. 
Во время проведения реформ в военно-учебном деле при Александре II было решено, что наличие такого заведения, «освобождая родителей от забот и хлопот по воспитанию детей, лишает вместе с тем последних родительской ласки и влияния семьи, способствуя выработке сухих и грубых натур». Поэтому в 1862 году корпус был упразднен.

## Директора
Первый директор корпуса — генерал-майор А. X. Шмидт. С 1834 года руководство на 21 год принял полковник И. И. Хатов, впоследствии генерал-лейтенант.

## Воспитанники
- Фёдор Авелан (в 1847—1849)
- Алексей Боголюбов
- Николай Боголюбов
- Модест Дубровин (в 1846—1849)
- Николай Обручев (в 1837—1841)
- Василий Верещагин (в 1850—1853)